# Andebu

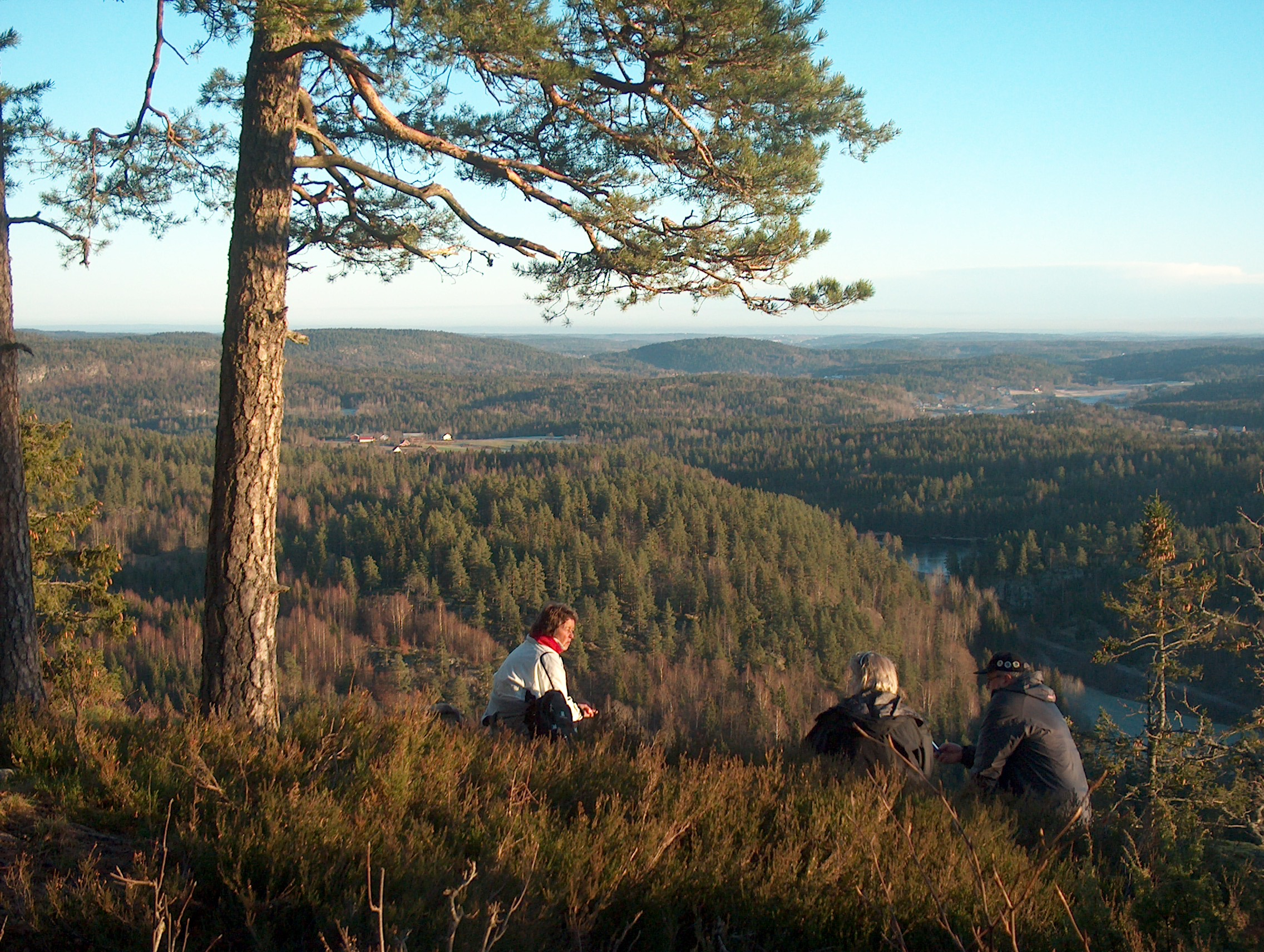
Andebu vista de Dalaåsen
A região é coberta por florestas e lagos.

Andebu é uma comuna da Noruega, com 186,14 km² de área e 5 083 habitantes (censo de 2004).